# Sebti Benzine
Irbeh Sebti Benzine (em árabe: سبتي بنزين; nascido em 30 de abril de 1964) é um ex-ciclista argelino, que competiu nos Jogos Olímpicos de Verão de 1988, em Seul, Coreia do Sul na modalidade do ciclismo de estrada.